# レイランドDAF
レイランドDAF（Leyland DAF ）は、イギリスのレイランドに拠点を置く商用車製造会社であり、DAF NVの子会社だった。

## 歴史
レイランドDAFは、1987年2月に、英国のローバー・グループのレイランドトラック部門がオランダのDAFトラックス社と合併し、DAF Beheer（60％）とローバー・グループ（40％）が所有するDAF NVを設立したときに立ち上げられた。
1989年6月、ユーロネクスト・アムステルダム、ロンドン証券取引所に上場。新会社は、イギリスではレイランドDAFとして、その他の国ではDAFとして取引されていた。
1993年2月のDAF NVの破産に続いて、レイランドDAFは破産管財人になった。マネジメント・バイアウトとして4つの新しい会社が誕生。
- バーミンガムを拠点とするバンメーカーとしてのLDVグループ。
- チョーリーに本拠を置く企業部品会社から形成されたマルチパートソリューション。
- レイランドを拠点とするトラックメーカーとしてのレイランド・トラック[3]。
- グラスゴーとレイランドを拠点とするトラック部品メーカーとしてのアルビオン・オートモーティブ[4]。

## 車両
バン

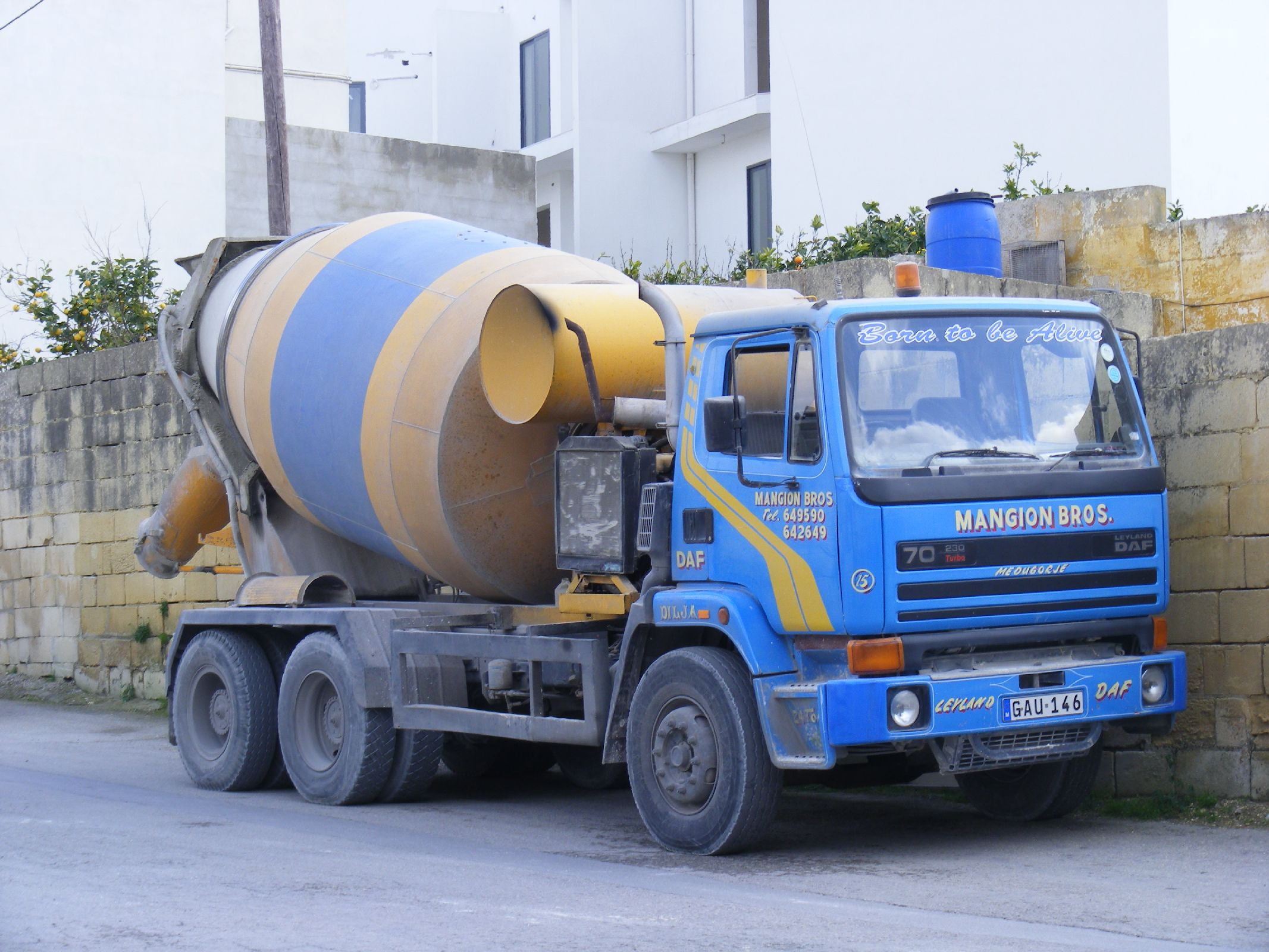
レイランドDAF・70

- レイランドDAF・200シリーズ（1989–1993）
- レイランドDAF・400シリーズ（1989–1993）

トラック
- レイランドDAF・60シリーズ（最大18,000 kg）
- レイランドDAF・70シリーズ（18,000-26,000 kg）
- レイランドDAF・80シリーズ（18,000-38,000 kg）